# HD 104067 b
HD 104067 b (بالإنجليزية: HD 104067 b)‏ الذي يرمز له بالرمز HD 104067b، هو كوكب خارج المجموعة الشمسية، في كوكبة الغراب (كوكبة)، يتبع HD 104067 ‏.

## الاكتشاف
اكتشف في 19 أكتوبر 2009.